# Вознесенская (Ингушетия)
Вознесе́нская (ингуш. Махьмад-хитӀе, чечен. Вознесенски, Махьмад-ХитӀе) — станица в Малгобекском районе Республики Ингушетия.
Образует муниципальное образование сельское поселение Вознесенское.

## География
Станица расположена на южном склоне Терского хребта, в 20 км к северо-востоку от районного центра города Малгобек и в 54 км к северу от города Магас, столицы республики (расстояния между центрами населённых пунктов, измерены по дорогам).
Ближайшие населённые пункты: на юго-востоке — село Аки-Юрт, на юге — село Южное, на западе — село Малый Малгобек и на северо-западе — село Предгорное (последние два — на территории Северной Осетии). На западе граничит с бывшим нефтедобывающим участком Победа, административно относящимся к городу Малгобек. Фактически участок Победа, бывший наиболее крупным населённым пунктом среди посёлков и участков Малгобек-Горского нефтяного месторождения, ныне входящих в территорию городского округа Малгобек, составляет единый жилой массив с Вознесенской — граница между поселениями проходит по улице, где одна сторона относится к станице, а другая к участку Победа.

## История
Отдельные предметы, найденные в 1950-х годах в окрестностях Вознесенской, относятся к памятникам эпохи неолита, обнаруженным на территории Ингушетии. При проведении земляных работ здесь были случайно обнаружены заготовки каменных клиновидных топоров. Предполагается, что подобные орудия в большинстве своём предназначались для обработки дерева. Находки у станицы Вознесенской датируются V тыс. до н. э.
Территория современной станицы входила в Малую Кабарду и первоначально принадлежала кабардинской владельческой фамилии Мударовых, однако с начала 1820-х годов ею владели князья Бековичи-Черкасские: Фёдор Александрович, получивший в наследственное владение по распоряжению А. П. Ермолова около 100 тыс. десятин земли в Малой Кабарде (1824 год, закреплено журнальным постановлением комитета министров Российской империи), затем, после его смерти — его младший брат Ефим Александрович Бекович-Черкасский. Последним, согласно Н. Г. Волковой, после 1822 года в Малой Кабарде было поселено селение Магомет-Юрт, жители которого не были в зависимости от малокабардинских фамилий Мударовых и Ахловых. Жителями селения исследовательница называет кумыков. Далее сообщается, что в 1840-х годах селение Магомет-Юрт перестало существовать, как и ряд других окрестных поселений. Известно, что земли Е. А. Бековича-Черкасского выкупались государством для наделения ими казаков.
Основателем аула является чеченец Магомет.
Станица была заложена 21 июля 1847 года вблизи (или на месте) аула Магомет-Юрт (Магомет-Хите), а жители аула чеченцы были выселены. Являлась пятой, завершающей станицей Верхне-Сунженской укреплённой линии. По названию аула получила название Магомет-Юртовская. По некоторым данным, с 1847 года используется также название Вознесенская.
К 1858 году станица находилась в составе 1-го Сунженского полка Кавказского линейного казачьего войска, который, будучи одним из трёх полков Сунженской кордонной линии, объединял казачьи станицы в среднем течении Сунжи и Ассы, с ответвлением в сторону Моздока (Карабулакская, Троицкая, Слепцовская, Михайловская, Ассинская, Магомет-Юртовская, Терская). С 1860 года станица находилась в составе Ингушского округа Терской области.
По состоянию на 1874 год Магомет-Юртовская описывалась как казачья станица Владикавказского округа Терской области, стоящая на горном перевале при московском почтовом тракте, в которой было 220 домов и 1450 жителей (764 мужчины и 686 женщин), преимущественно русских и по вероисповеданию православных. В станице размещался кордонный казачий пост, имелись православная церковь, станичная школа и почтовая станция. Вокруг Магомет-Юртовской была обнаружена нефть — нефтяные колодцы находились южнее у самой станицы и в 4 верстах западнее (колодцы Старицкова). По данным ЭСБЕ (1896 год), Магомет-Юртовская находилась в Сунженском отделе Терской области и имела 319 дворов, 2206 жителей. В станице располагались церковь, школа, 5 торговых заведений, 2 промышленных предприятия. Еженедельно проводились базары, было развито пчеловодство.
По данным на 1914 год Вознесенская по-прежнему входила в Сунженский отдел Терской области; при ней располагались хутора Неделько, Яковлев, Чумпалов, Старицкий, Заболотняного, Холухеевский и Баренина. В станице имелись: церковь во имя Вознесения Господня, станичное правление, одноклассное министерское училище, церковно-приходская школа, кредитное товарищество, кирпично-черепичный завод, 3 питейных и 16 торговых заведений. Станице принадлежало 12164 десятины земли (в том числе удобной 8326 и 2715 леса), а также участок площадью 1000 десятин в 12 верстах от населённого пункта. В окрестностях находились нефтепромыслы, в том числе общества «Колхида», Товарищества нефтяного производства братьев Нобель и Майкопского общества с ограниченной ответственностью «Шпис». В станице проживало 2899 человек (1447 мужчин и 1452 женщины), преимущественно русские, православные.
По состоянию на 1926 год станица была центром Вознесенского сельского совета Сунженского казачьего округа, куда, помимо Вознесенской, входили также нефтяные промыслы и хутор Аки-Юрт. Согласно переписи населения 1926 года, в станице проживало 3497 человек (1750 мужчин и 1747 женщин), из них великороссы составляли 3326 человек (95,11 %), казаками себя обозначили 2688 человек. Всего в станице насчитывалось 899 хозяйств.
Вознесенская входила в Сунженский казачий округ, а в 1929 году в результате его расформирования вошла в состав Чеченской автономной области. В 1934 году станица Вознесенская Вознесенского станичного совета Чеченской АО в результате объединения Чеченской и Ингушской АО вошла в состав Чечено-Ингушской АО (позднее Чечено-Ингушской АССР).
По данным на 1 января 1990 года Вознесенская являлась центром Вознесенского сельсовета, куда, помимо неё, входили посёлок Южный и село Зязиков-Юрт, которое уже было образовано, однако наличного населения пока не имело. В самой станице проживало 2175 человек наличного населения.

## Население
| 2002  | 2006  | 2007  | 2008  | 2009  | 2010  | 2011  |
| ----- | ----- | ----- | ----- | ----- | ----- | ----- |
| 6319  | ↗6523 | ↗6590 | ↗6663 | ↗6771 | ↘1815 | ↗1822 |
| 2012  | 2013  | 2014  | 2015  | 2016  | 2017  | 2018  |
| ↗1996 | ↘1946 | ↘1812 | ↘1669 | ↘1502 | ↘1425 | ↘1371 |
| 2019  | 2020  | 2021  | 2023  | 2024  | 2025  |       |
| ↘1349 | ↗1360 | ↘759  | ↘744  | ↗747  | ↗756  |       |

Национальный состав
По данным Всероссийских переписей населения 2002 года и 2010 года:
| Год переписи | 2002           | 2010           |
| ------------ | -------------- | -------------- |
| ингуши       | 2647 (41,89 %) | 739 (40,72 %)  |
| чеченцы      | 2512 (39,75 %) | 662 (36,47 %)  |
| турки        | 763 (12,07 %)  | 337 (18,57 %)  |
| русские      | 318 (5,03 %)   | 46 (2,53 %)    |
| другие       | 79 (1,25 %)    | 31 (1,71 %)    |
| всего        | 6319 (100,0 %) | 1815 (100,0 %) |